# 1870年代上海
1870年代，上海开始进入初步繁荣的时期。《北京条约》签订以后，随着长江和中国北方沿海口岸向外商的开放，上海地处长江口、居中国南北海岸线中点的区位优势日益明显，更多的外商——以英国商人为主，其次是美国商人，后来又加上欧洲大陆普鲁士、丹麦、荷兰、瑞典、比利时等国的商人，以及1871年以后的日本商人，都纷纷选择上海作为他们在中国的贸易基地，并设立了领事馆。在这一时期来沪最著名的外商机构，如英资太古洋行。
自1858年《天津条约》签订到1906年，鸦片买卖合法化，上海成为当时中国最主要的鸦片输入港。

## 第一次四明公所事件
十九世纪七十年代后，上海法租界的发展日趋加快，对土地的需求剧增，四明公所位于法租界的边缘地段，是旅沪宁波人的同乡会兼公坟。1874年 ，法租界认为有碍卫生，计划将其迁出租界，原址开辟道路，于是强行收缴四明公所的地产，发生暴动，死伤数人，此后筑路一事逐搁置。